# Henry Koeder
Henry Koeder (fl. XX secolo) è stato un ginnasta e multiplista statunitense.

## Carriera
Koeder partecipò ai Giochi olimpici di Saint Louis 1904 nelle gare di triathlon e ginnastica. Giunse settimo nel concorso a squadre, quarantatreesimo nel concorso generale individuale, trentatreesimo nel triathlon e cinquantottesimo nel concorso a tre eventi.